# 아키 카우리스매키
아키 올라비 카우리스매키(핀란드어: Aki Olavi Kaurismäki, 핀란드어 발음: [ˈɑki ˈolɑʋi ˈkɑu̯rismæki], 1957년 4월 4일~)는 핀란드의 영화 감독, 영화 각본가이다. <어둠은 걷히고>(1996년), <과거가 없는 남자>(2002년), <르아브르>(2011년), <희망의 건너편>(2017년)과 같은 영화상 수상작들과 함께 모큐멘터리 <레닌그라드 카우보이 미국에 가다>(1989년) 등으로 알려진 그는 핀란드에서 가장 유명한 영화 감독이라 평가받고 있다.

## 영화 경력
탐페르 대학교에서 미디어를 전공한 카우리스매키는 이후 오랫동안 벽돌공, 우체부, 접시닦이 등의 직업을 전전하다가 처음에는 우선 평론가로, 이후 시나리오 작가이자 감독의 길을 가게 된다. 첫 작품은 그의 형 미카 카우리스매키가 만든 영화 <거짓말장이>(1981년)에 공동 작가이자 배우로서였다. 둘은 함께 빌레알파 필름 프로덕션을 차리고 미드나이트 선 필름 페스티벌에도 진출하였다. 도스토예프스키의 동명 소설을 현대 헬싱키를 무대로 만든 독립영화 <죄와 벌>(1983년)로 감독 데뷔를 하였고 <레닌그라드 카우보이 미국에 가다>(1989년)로 전세계적인 주목을 받게 된다. 1989년에 그는 폴투갈로 아내 폴라 오이노넨과 함께 이주하면서 "헬싱키에는 더 이상 내가 카메라를 놓을 자리가 없다"고 했다. 1992년에 뉴욕타임즈의 영화 평론가인 빈센트 캔디는 카우리스매키에 대해 "독창적이다.. 영화계에서 가장 독특하고 특이한 신예 감독으로 아마도 가장 진지한 감독들 중 하나일 것이다... 그는 분명 90년대 유럽의 가장 중대한 영화인으로 기록될 것이다"라고 썼다.

## 영화 스타일
카우리스매키는 고도의 미니멀 스타일로 유명하다. 그는 작가주의 감독이라 칭해져 왔는데 본인이 각본을 쓰고, 감독하고 제작하고 보통은 자신이 편집도 하면서 자신만의 "해학과 무표정한 유머"가 담긴 스타일을 보여주기 때문이다. 카우리스매키는 함축성있는 간결한 대사로 유명한데 꾸밈없고 직접적인 표현에 엄격하리만큼 표준어를 사용하며 감정이나 극적효과를 드러내지 않는다. 배우들은 종종 가만히 서서 마치 뭔가 심오한 진리인 것처럼 대사를 읖조리고는 한다. 배우들은 거의 웃지 않으며 슬프게 고개를 끄덕이거나 줄담배를 피운다. 카메라는 보통 고정되어 있다. 사건들은 무덤덤하게 진행되며 영화 속 인물들은 대부분 홀로 사건들의 결과를 마주한다. 하지만 패배와 비극들에도 불구하고 이들은 포기하지 않으며 결국 돌파하며 살아나간다.
카우리스매키의 작품들 대부분은 헬싱키를 중심으로 진행되는데 <오징어 노동조합>을 비롯하여 프롤레타리아 3부작(<천국의 그림자>, <아리엘>, <성냥공장 소녀>)과 핀란드 3부작(<어둠은 걷히고>, <과거가 없는 남자>, <황혼의 빛>) 등이 그렇다. 헬싱키를 그리는 그의 관점은 비판적이고 낭만이라고는 없다. 등장인물들은 종종 헬싱키를 떠나고 싶다고 말한다. 그리고  이들은 <아리엘>의 경우 멕시코로, <천국의 그림자>, <오징어 노동조합>, <타타아나, 당신의 스카프를 조심하세요>에서는 에스토니아로 떠난다. 카우리스매키는 또한 의도적으로 1960년대와 1970년대를 상기시키는 등장인물들, 물건들, 배경을 사용한다.
카우리스매키는 프랑스 영화 감독들인 장피에르 멜빌, 자크 베케르, 로베르 브레송과 일본 영화 감독인 오즈 야스지로, 미국 영화 감독인 존 카사베츠에게 영향을 받았으며 라이너 베르너 파스빈더의 영향도 보인다는 평을 받는다. 또한 짐 자무시의 영화와도 같은 희극적 측면들도 보이는데, 자무시의 경우 카우리스매키의 영화 <레닌그라드 카우보이 미국에 가다>에 카메오로 출연하기도 했다. 짐 자무시의 영화 <지상의 밤>에는 카우리스매키의 영화에 자주 출연하는 배우들이 나오기도 하며 또 영화 일부는 헬싱키에서 촬영되었다.
카우리스매키는 영화에서 디지털 기법의 사용에 대해 비판적인데 "악마의 발명품"이라며 "나는 평생 디지털 영화를 찍지 않을 것이다"라고 했다. 하지만 2014년 3월에 그는 "나의 조촐한 영화 작품들이 앞으로도 관객들과 만남을 유지하기 위해서는 현재 유통되는 디지털 형태와 미래의 어떤 다른 형태들로 변환되어야 할 것이다"라며 디지털 기술과 결국 화해했다.
카우리스매키는 헬싱키에 영화관과 술집, 그리고 거대한 로베르 브레송의 영화 <돈> 포스터가 붙어있는 당구장이 있는 복합건물을 공동 소유하고 있다. 거기에는 <레닌그라드 카우보이 모세를 만나다>에 나오는 주크박스도 있다.

## 영화제 수상
카우리스매키의 영화 <아리엘>(1988년)은 제16회 모스크바 국제 영화제에 출품되어 국제영화비평가연맹이 주는 상을 수상했다.
카우리스매키의 영화들 중 가장 호평을 받는 <과거가 없는 남자>는 2002년 칸 영화제에서 그랑프리와 심사위원상을 받았고 2003년 아카데미 최우수 외국어 영화 부문 후보에 올랐다. 하지만 카우리스매키는 전쟁 중에 있는 나라에서 파티를 하는 것 같은 느낌이라며 참석을 거부했다. 그의 다음 영화인 <황혼의 빛>도 외국어 영화 부문에 올랐으나 카우리스매키는 조지 W. 부시 대통령의 외교 정책에 반대하며 후보 지명을 거부하고 참석하지 않았다. 또한 2002년에는 이란 영화 감독인 압바스 키아로스타미의 40회 뉴욕 영화제 참석을 위한 미국 입국 비자가 거부된 것에 항의하며 불참했다.
67회 베를린 국제 영화제에서 카우리스매키는 2017년 영화 <희망의 건너편>으로 최우수 감독 은곰상을 받았고 이 영화제 기간 동안 그는 이 영화가 그의 마지막 작품이라고 발표했다.

## 정치적 견해
2019년 12월 카우리스매키는 2019년 영국 총선거에서 제레미 코빈이 이끄는 노동당을 지지하는 42명의 문화계 인사들의 성명서에 참여했다. 이 성명은 "제레미 코빈이 이끄는 노동당은 개인의 영리와 소수 기득권의 이익 보다 모든 이들과 지구를 위한 시급한 필요성에 우선순위를 맞추는 개혁을 추구한다"고 했다.
카우리스매키는 이민으로 인한 유럽의 위기에 대한 현실적 어려움들을 회피하지 않는 모습을 보여준다. 핀란드에 2만명의 이라크 난민들이 들어왔을 때 베를린에 있었던 그는 "이를 마치 전쟁과도 같은 공격으로 바라보는 핀란드의 인식을 바꾸고 싶다"고 했다. 이러한 반응에 경각심을 느낀 그는 난민 이슈에 대한 영화를 만들기로 결심한다. 그는 또한 난민들에게 문을 활짝 열어준 것으로 비판을 받고 있는 독일 총리를 언급하며 "나는 메르켈 총리를 존경한다. 그녀는 이 문제에 대해 최소한 관심이라도 보이는 유일한 정치인이다"라고 했다.
영화 학자인 앤드류 네스팅겐과의 2007년 인터뷰에서 카우리스매키는 "진정 망신스러운 것은 여기 핀란드의 난민 정책이다. 정말 수치스럽다. 엉성하기 짝이 없는 근거로 난민 자격을 박탈했고 소위 안전한 곳이라는 다르푸르, 이라크, 소말리아 같은 곳들로 보냈다. 참으로 안전한 곳들 아닌가? 우리의 정책은 북유럽 국가들 가운데 오점을 남겼다. 부끄러울 뿐이다"라고 했다.
카우리스매키의 작품들 가운데 담겨있는 정치적 내용들은 핀란드 정부가 어떻게 노동자 계층을 다루는지에 대한 그의 입장을 보여준다. 계층 구조가 사회적, 정치적으로 미치는 영향들과  하층 노동자들을 마치 낡은 기계 부품을 갈아치우듯 하는 경제적 불평등을 드러내 준다.

## 작품

### 장편 영화
- 《죄와 벌》 (1983)
- 《천국의 그림자》 (1986)
- 《아리엘》 (1988)
- 《레닌그라드 카우보이 미국에 가다》 (1989)
- 《나는 살인 청부업자를 고용했다》 (1990)
- 《성냥공장 소녀》 (1990)
- 《보헤미안의 삶》 (1992)
- 《레닌그라드 카우보이 모세를 만나다》 (1994)
- 《어둠은 걷히고》 (1996)
- 《과거가 없는 남자》 (2002)
- 《황혼의 빛》 (2006)
- 《르 아브르》 (2011)
- 《희망의 건너편》(2017)
- 《사랑은 낙엽을 타고》(2023)

### 다큐멘터리
- 《사이마 제스처》 (1981)
- 《토탈 발라라이카 쇼》 (1994)